# RMS Queen Mary
RMS Queen Mary – brytyjski liniowiec pasażerski zbudowany w 1934 w stoczni John Brown Shb. Co. Ltd. w Clydebank (Wielka Brytania, nr stoczniowy 534), który obsługiwał linię Southampton – Nowy Jork. W 1936 zdobył Błękitną Wstęgę Atlantyku osiągając prędkość 31,7 węzłów. W latach kolejnych – 1937 i 1938 – statek rywalizował na oceanie z francuską, starszą o rok w służbie, „SS Normandie”. Współcześnie przekształcony w hotel i centrum rozrywki.

## Pochodzenie nazwy
Nazwę dla liniowca wybrano spośród 50 propozycji. Na temat wyboru nazwy dla ówczesnej dumy Albionu krąży legenda, według której wyboru tego miał dokonać osobiście król Jerzy V w odpowiedzi na sugestię ówczesnego Prezesa Zarządu Cunard-White Star, lorda Roydona, by nazwać nowy statek „imieniem tej królowej, którą wszyscy Anglicy uważają za największą”. Prezes miał na myśli babkę Jerzego V, Victorię. Król zaś odpowiedział: „Moja żona będzie zachwycona!”.
Pierwszą z kilku wersji „legendy” na temat wyboru imienia dla numeru 534 przedstawił w 1947 Frank O. Braynard (1916-2007) w swojej książce „Lives of the Liners”. Według Braynarda, imię dla późniejszej „Queen Mary” wybrane zostało przez Jerzego V podczas jednej z oficjalnych kolacji, w której uczestniczyli m.in. dwaj członkowie Zarządu Cunard White Star, w tym przewodniczący tegoż, P. Bates.
W roku 1912 nazwę „Queen Mary” otrzymał brytyjski krążownik liniowy typu „Lion”, który zatonął 31 maja 1916 roku podczas tzw. bitwy jutlandzkiej na Morzu Północnym. Wraz z tym okrętem zginęło aż 1266 oficerów, podoficerów i marynarzy z jego załogi. W roku 1934 fakt ten pamiętano jeszcze dobrze i stąd niezadowolenie w pewnych kręgach brytyjskiego społeczeństwa.

## Historia

### Budowa
Budowa statku, rozpoczęta w grudniu 1930 roku położeniem najdłuższej wtedy stępki w całej historii brytyjskiego okrętownictwa, została niecały rok później zawieszona wskutek wielkiego kryzysu, który w tym czasie dopadł Europę. Wznowiono ją po dwóch latach, uroczystym przemarszem do stoczni czterystu stoczniowców, prowadzonych przez zespół dudziarzy, grających starą szkocką melodię „The Campbells Are Coming!”.
Kiedy budowa statku postępowała ku końcowi – prasę brytyjską obiegła karykatura, przedstawiająca cztery podówczas największe brytyjskie transatlantyki, pracujące jako holowniki przy gigantycznym sześciokominowcu o „cunardowskiej” nazwie – RMS „Megalomania”. Jeszcze przed wodowaniem statku poeta John Masefield poświęcił mu jeden ze swoich wierszy, zatytułowany po prostu „534” (taki był stoczniowy numer budowy statku).

### Wodowanie
Wodowany został 26 września 1934, a ochrzczony został osobiście przez swą patronkę – Królową Victorię Mary (1867-1953), żonę króla Jerzego V i matkę dwóch kolejnych królów – Edwarda VIII i Jerzego VI.

### Pierwsze rejsy
W pierwszy rejs nowy transatlantyk wypłynął z Southampton 27 maja 1936 roku pod dowództwem komodora floty Cunarda, Edgara Brittena. W Nowym Jorku zameldował się 1 czerwca 1936. Wskutek złych warunków atmosferycznych (mgły) liniowiec nie zdołał zdobyć Błękitnej Wstęgi Atlantyku, co armator skrzętnie wykorzystał propagandowo, twierdząc, iż bardziej od prestiżu ceni sobie bezpieczeństwo powierzonych swej pieczy pasażerów.

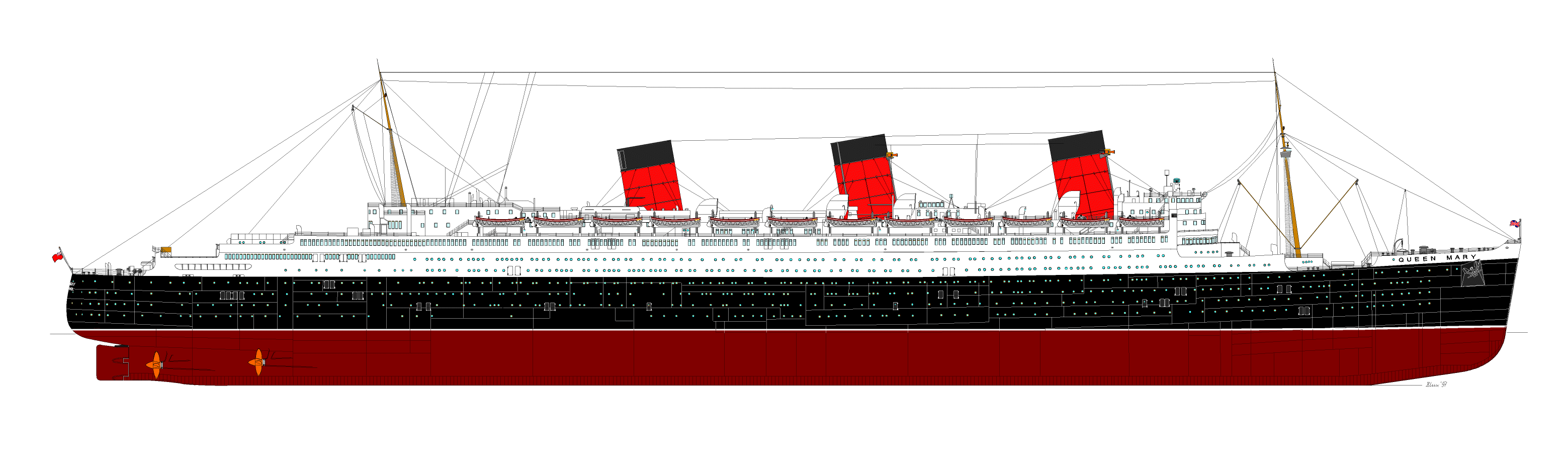

W październiku 1938 roku, podczas jednego z rejsów na zachód, komodor R. Irving wprowadził 311-metrową „Queen Mary” do nowojorskiego basenu Cunarda bez pomocy holowników. Wyczyn ten powtarzali następnie także inni dowódcy statku (m.in. komodor D. Sorrell, który dowodził statkiem aż w 56 rejsach, a po raz ostatni statek samodzielnie wszedł do nowojorskiego basenu Cunarda w 1963 roku).

### II wojna światowa
Podczas II wojny światowej wykorzystywano statek do transportu wojska. Z racji ogromnej prędkości statek, odpowiednio przystosowany (m.in. poprzez przeznaczenie wielu miejsc o charakterze rozrywkowym i rekreacyjnym na miejsca noclegowe dla żołnierzy) i uzbrojony, pływał samodzielnie, to jest bez eskorty okrętów wojennych, zawijając do portów, o jakich nie śniło się jego konstruktorom. Do tej służby został również przemalowany w barwy ochronne ogólnie koloru szarego.
W jednym z rejsów „Queen Mary” przewiozła na swoich pokładach ponad 16 000 ludzi, co wciąż pozostaje rekordem świata. Samo eskortowanie ogromnych statków pasażerskich stanowiło spore niebezpieczeństwo, o czym przekonał się kmdr Boutwood, dowódca lekkiego krążownika „HMS Curacoa”, dosłownie „rozjechanego” przez „Queen Mary” 2 października 1942 roku w pobliżu wybrzeży brytyjskich.
Szereg razy w osłonie obu wielkich liniowców pływały również polskie okręty, w tym niszczyciele „Błyskawica” i „Piorun”. Ta pierwsza uczestniczyła w operacji eskortowania statku, podczas której doszło do kolizji z krążownikiem.
W czasie całej wojny „Queen Mary” przetransportowała ponad osiemset tysięcy ludzi w mundurach na różne fronty wojny. Bardzo nietypowym zadaniem, nazywanym czasem „Trzynastą Pracą Herkulesa”, były w dziejach RMS „Queen Mary” jej tak zwane „babskie”, lub „damskie” rejsy w 1946 roku. Statek odbył ich w sumie trzynaście, w każdym z nich przewożąc do Ameryki setki europejskich dziewcząt – narzeczonych i żon amerykańskich żołnierzy walczących w Europie. Wraz z kobietami podróżowały też dzieci, a kilkoro z nich wręcz urodziło się na statku. Podczas jednego z takich rejsów „Królowa” weszła do nowojorskiego basenu Cunarda bez asysty holowników; na początku innego na pokładzie odkryto aż dziesięciu pasażerów na gapę.

### Losy powojenne
Po wojnie przywrócono statek do obsługi ruchu pasażerskiego. Sama odbudowa – przywrócenie liniowcowi jego poprzedniego charakteru – nazywane bywa „Czternastą Pracą Herkulesa”, a próby prędkości po zakończeniu prac stoczniowych trwały przez całą dobę. Odbudowany, wyposażony w radar i dwie pary stabilizatorów przeciw przechyłom statek pływał szczęśliwie do 1967 r.
16 września statek wypłynął z Southampton po raz ostatni w rejs transatlantycki. 27 września 1967 r., powracając, ukończył swój ostatni – tysięczny z kolei – rejs przez Atlantyk Północny. W tym czasie przewiózł 2 112 000 pasażerów na dystansie 3 972 227 mil morskich (7 356 657 km). Po wykonaniu dwóch pożegnalnych wycieczek na Wyspy Kanaryjskie statek formalnie zakończył służbę 19 października.
Po zakończeniu kariery statek został sprzedany do USA, do Long Beach w Kalifornii za sumę 3,5 miliona $. W swój ostatni – najdłuższy w czasach pokoju – rejs, z Southampton do Long Beach, statek wyruszył 31 października 1967 r. pod dowództwem komodora sir Johna Treasure Jonesa, który był jego kapitanem od 1965 r. Zabrał na pokład 1093 najwierniejszych pasażerów i 806 osób załogi. W czasie tego rejsu przewiózł największą w swoich czasach liczbę pasażerów wokół Przylądka Horn. W Long Beach zacumował 9 grudnia.
Transatlantyk służy do dziś jako hotel pływający i centrum rozrywki.

### Podsumowanie dokonań
Wbrew przepowiedniom malkontentów, według których nazwa tragicznie utraconego okrętu miała przynieść liniowcowi pecha – wspaniały morski bilans „Królowej”, to ponad trzydzieści jeden lat służby, cztery miliony przepłyniętych mil morskich, ponad dwa miliony przewiezionych pasażerów, chwalebny udział w II wojnie światowej i tysiąc i jedna trawersata Atlantyku.
W ciągu trzydziestu jeden lat dowodziło „Królową” trzydziestu sześciu kapitanów, w tym cały szereg z tytułem komodora floty Cunarda. Jeden z nich – kpt. John A. Mc. Donald – ani razu nie wyprowadził „Queen Mary” w morze, dowodząc statkiem podczas jego powojennej odbudowy.
Wśród słynnych osobistości, jakie podczas służby „Królowej” gościły w jej pomieszczeniach, byli m.in. Królowa Matka Elizabeth, Ingrid Bergman, Marlene Dietrich, Eleanor Roosevelt, król Edward VIII (także już po abdykacji, jako książę Windsoru), Flip i Flap, generał Dwight Eisenhower oraz dwaj brytyjscy premierzy – sir Winston L.S. Churchill i sir Clement Attlee.
Queen Mary wielokrotnie grała w filmach, m.in. dwukrotnie zagrała w filmach o Titanicu: pierwszy raz w 1979 r. i była wówczas filmowana wyłącznie od dziobu, aby nie było widać, że w przeciwieństwie do niego ma trzy, a nie cztery kominy; drugi raz w nieudanym filmie Titanic II z 2010 r. W 1972 r. zagrała tytułową rolę w Tragedii „Posejdona”, filmie znanym z późniejszej kontynuacji i tzw. remake’u, czyli nowej wersji.
Statek pojawił się także, już zacumowany na stałe w porcie Long Beach, w tle ostatnich scen filmu Krwawa profesja (2002 r.).

## Błękitna Wstęga Atlantyku
- Sierpień 1936: podczas podróży do Nowego Jorku przy prędkości 30,14 węzła.
- Sierpień 1936: podczas podróży do Southamptonu przy prędkości 30,63 węzła.
- Sierpień 1938: podczas podróży do Nowego Jorku przy prędkości 30,99 węzła.
- Sierpień 1938: podczas podróży do Southampton przy prędkości 31,69 węzła.